# Останній самурай (фільм, 2003)
Останній самурай (англ. The Last Samurai) — американська історична драма Едварда Цвіка за романом Джона Логана про пригоди американського офіцера в Японії часів реставрації Мейдзі. Фільм має 4 номінації «Оскар», а також 15 нагород і 39 номінацій інших премій.

## У ролях
| Актор                  | Роль                    |
| ---------------------- | ----------------------- |
| Том Круз               | капітан Натан Елґрен    |
| Ватанабе Кен           | лорд Моріцгу Кацумото   |
| Коюкі Като             | Така                    |
| Шин Коямада            | Нобутада Кацумото       |
| Тоні Голдвін           | полковник Беглі         |
| Накамура Шичіносуке II | імператор Мейдзі        |
| Санада Хіроюкі         | полковник Удзіо         |
| Біллі Конноллі         | сержант Зебулон Гент    |
| Скотт Вілсон           | Свонбек                 |
| Тімоті Сполл           | журналіст Саймон Грехем |

## Короткі відомості
Фільм був розроблений сценаристом та режисером Вінсентом Вардом. Вард став виконавчим продюсером цього фільму — працюючи над його створенням майже чотири роки і після запрошення декількох режисерів (Коппола, Вейр), Едвард Цвік зацікавився ним. Створення фільму взяв на себе Цвік і знімав його в рідній країні Варда — Новій Зеландії.
Зірка багатьох фільмів, Том Круз, (він є також співпродюсером цього фільму), грає роль американського солдата Натана Олгрена, особисті та емоційні конфлікти якого призвели до контакту із самураями у період Реставрації Мейдзі в Японії 1876—1877 років. У фільмі також головні ролі грають актори Ватанабе Кен, Тімоті Спол, Біллі Конноллі та Тоні Голдвін.
Сценарій фільму заснований на реальних подіях — Південно-західній війні 1877 року під проводом Сайґо Такаморі, а також історії життя Жюля Брюне, капітана французької армії, котрий воював пліч-о-пліч з Еномото Такеакі на початку громадянської війни в Японії 1868—1869 років. Історична роль вестернізації Японії, яку проводили Велика Британія, Нідерланди та Франція, у фільмі дещо перекладена на плечі Сполучених Штатів. Ці деталі, персонажі у фільмі та реальна історія спрощені задля покращення сюжету; фільм не має на меті дублювати історію.
Останній самурай отримав гарні відгуки, а також загальні касові збори в $456 мільйонів. Окрім цього, він був представлений у сімох номінаціях, включаючи «Оскар», Золоті глобуси та National Board of Review.

## Історичний фон подій

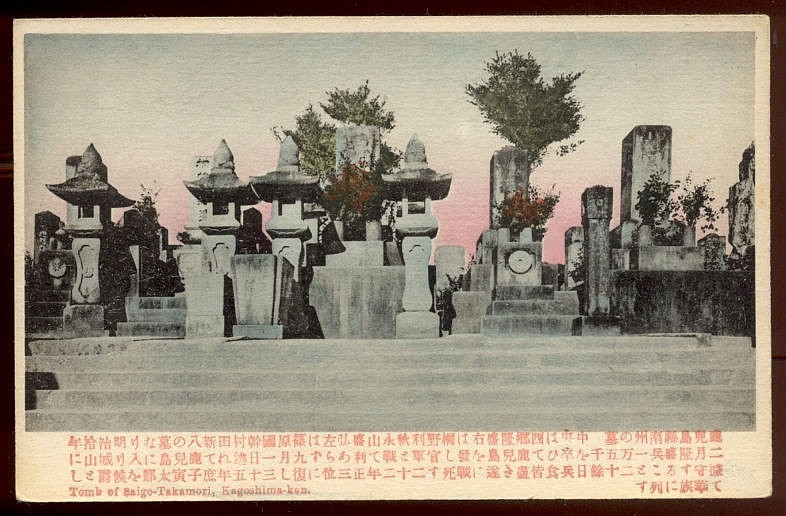
Могила Сайґо Такаморі та частини його бойових соратників у Кагосімі, Японія. Поштова листівка, близько 1910

24 вересня 1877 відбувся останній бій (Битва близ Широями) зведених сил повстанців проти об'єднаних імператорських сухопутних сил і підрозділів морської піхоти (всього 30.000 осіб), підтриманих кораблями імператорського флоту. При співвідношенні сил 60: 1 не на користь повсталих з 400 воїнів, яких Сайго Такаморі повів у бій проти імператорських військ, в живих залишилося близько 40 самураїв та тяжкопоранений Сайго, який зумів здійснити ритуальний обряд «сеппуку». Останні живі самураї кинулися в атаку на урядові війська, проте всі були знищені вогнем кулеметів Гатлінга. Смерть Сайго була оповита численними легендами, деякі з них його смерть піддавали сумніву, навіть передрікали його швидке повернення. Імператор Мейдзі, прагнучи не порушувати природну прихильність населення країни до видного борця за традиційні цінності та національні традиції Японії, а також бажаючи об'єднати націю, 22 лютого 1889 визнав мужність Сайго Такаморі та посмертно його помилував. В Кагосімі, рідному місті Сайго, в пам'ять про останнього безстрашного самурая була встановлена статуя (нині територія центрального міського парку), а сам він і його полеглі в битві воїни були поховані на міському кладовищі Нансі (яп. 南 洲 墓地).